# Kurisoo
Koordinaten: 59° 9′ N, 25° 46′ O
Kurisoo (deutsch Kurrisal) ist ein Dorf (estnisch küla) in der estnischen Landgemeinde Järva (bis 2017 zu Ambla) im Kreis Järva.

## Lage und Geschichte
Kurisoo liegt 18 Kilometer von Tapa entfernt. Es wurde 1447 erstmals unter dem Namen Kyrisar urkundlich erwähnt. Kurisoo hat 107 Einwohner (Stand: 1. Januar 2006).
Der Name des Ortes stammt vermutlich von dem estnischen Begriff für Karsttrichter, kurisu. Die Doline zwischen Kurisoo und Aravete hat einen Durchmesser von zwanzig Metern.

## Gut Kurisoo
Das historische Rittergut von Kurisoo wurde erstmals 1585 erwähnt. Es stand ab 1795 im Eigentum der adligen Familie von Mohrenschildt und ab 1873 der Familie von Staal. Letzte deutschbaltische Eigentümer vor der Enteignung im Zuge der estnischen Landreform von 1919 waren die Erben Konrad Hugo von Staals.
Das anderthalbgeschossige Herrenhaus im Stil des Klassizismus stammt von Anfang des 19. Jahrhunderts. Der Haupteingang wird von einem Portikus mit vier Rundsäulen geziert. Seit 1989 befindet sich in dem Gebäude das kleine Museum des Dorfes.